# 17e étape du Tour de France 1996
Pour un article plus général, voir Tour de France 1996.
La 17e étape du Tour de France 1996 a eu lieu le 17 juillet 1996 entre la ville d'Argelès-Gazost et celle de Pampelune en Espagne sur une distance de 262 km. Elle a été remportée par le Suisse Laurent Dufaux (Festina-Lotus). Il devance lors d'un sprint à deux le maillot jaune le Danois Bjarne Riis (Deutsche Telekom). Le Français Richard Virenque, coéquipier de Dufaux, termine troisième de l'étape à vingt secondes. Riis conserve le maillot jaune de leader au terme de l'étape.

## Profil et parcours
C'est une étape majeure de cette édition où les difficultés commencent très vite par le franchissement du col du Soulor au km 18,5 (1re catégorie), avant de passer dans les Pyrénées-Atlantiques et atteindre le col d'Aubisque (1re catégorie) puis le col de Marie-Blanque (2e catégorie) et le ravitaillement à Arette. Le col du Soudet (1re catégorie), Sainte-Engrâce puis l'inédit port de Larrau classé hors catégorie au km 155 et entrer ainsi en Navarre à 107 km de l'arrivée avec un second ravitaillement à Ochagavia. La côte de Jaurrieta (4e catégorie) et l'Alto de Garralda (4e catégorie) émaillent la dernière partie de cette longue étape.

## Classement de l'étape
| \| Classement de l'étape \| Classement de l'étape \| Classement de l'étape \| Classement de l'étape \| Classement de l'étape \| \| Coureur \| Coureur \| Pays \| Équipe \| Temps \| \| --------------------- \| --------------------- \| --------------------- \| --------------------------------- \| --------------------- \| \| 1er \| Laurent Dufaux \| Suisse \| Festina-Lotus \| 7 h 07 min 08 s \| \| 2e \| Bjarne Riis \| Danemark \| Deutsche Telekom \| + 0 s \| \| 3e \| Richard Virenque \| France \| Festina-Lotus \| + 20 s \| \| 4e \| Jan Ullrich \| Allemagne \| Deutsche Telekom \| + 20 s \| \| 5e \| Luc Leblanc \| France \| Polti \| + 20 s \| \| 6e \| Piotr Ugrumov \| Lettonie \| Roslotto-ZG Mobili \| + 20 s \| \| 7e \| Fernando Escartín \| Espagne \| Kelme-Artiach \| + 20 s \| \| 8e \| Peter Luttenberger \| Autriche \| Carrera Jeans \| + 20 s \| \| 9e \| Massimiliano Lelli \| Italie \| Saeco-Estro-AS Juvenes San Marino \| + 8 min 28 s \| \| 10e \| Paolo Savoldelli \| Italie \| Roslotto-ZG Mobili \| + 8 min 28 s \| |                    |           |                                   |                 |
| |                    |           |                                   |                 |
| |                    |           |                                   |                 |
| Classement de l'étape |                    |           |                                   |                 |
| Coureur | Coureur            | Pays      | Équipe                            | Temps           |
| 1er | Laurent Dufaux     | Suisse    | Festina-Lotus                     | 7 h 07 min 08 s |
| 2e | Bjarne Riis        | Danemark  | Deutsche Telekom                  | + 0 s           |
| 3e | Richard Virenque   | France    | Festina-Lotus                     | + 20 s          |
| 4e | Jan Ullrich        | Allemagne | Deutsche Telekom                  | + 20 s          |
| 5e | Luc Leblanc        | France    | Polti                             | + 20 s          |
| 6e | Piotr Ugrumov      | Lettonie  | Roslotto-ZG Mobili                | + 20 s          |
| 7e | Fernando Escartín  | Espagne   | Kelme-Artiach                     | + 20 s          |
| 8e | Peter Luttenberger | Autriche  | Carrera Jeans                     | + 20 s          |
| 9e | Massimiliano Lelli | Italie    | Saeco-Estro-AS Juvenes San Marino | + 8 min 28 s    |
| 10e | Paolo Savoldelli   | Italie    | Roslotto-ZG Mobili                | + 8 min 28 s    |

## Classement général
| \| Classement général \| Classement général \| Classement général \| Classement général \| Classement général \| \| Coureur \| Coureur \| Pays \| Équipe \| Temps \| \| ------------------ \| ------------------ \| ------------------ \| ------------------ \| ------------------ \| \| 1er \| Bjarne Riis \| Danemark \| Deutsche Telekom \| 81 h 15 min 34 s \| \| 2e \| Jan Ullrich \| Allemagne \| Deutsche Telekom \| + 3 min 59 s \| \| 3e \| Richard Virenque \| France \| Festina-Lotus \| + 4 min 25 s \| \| 4e \| Laurent Dufaux \| Suisse \| Festina-Lotus \| + 5 min 52 s \| \| 5e \| Peter Luttenberger \| Autriche \| Carrera Jeans \| + 6 min 19 s \| \| 6e \| Fernando Escartín \| Espagne \| Kelme-Artiach \| + 7 min 23 s \| \| 7e \| Piotr Ugrumov \| Lettonie \| Roslotto-ZG Mobili \| + 7 min 48 s \| \| 8e \| Luc Leblanc \| France \| Polti \| + 8 min 01 s \| \| 9e \| Abraham Olano \| Espagne \| Mapei-GB \| + 11 min 12 s \| \| 10e \| Tony Rominger \| Suisse \| Mapei-GB \| + 11 min 24 s \| |                    |           |                    |                  |
| |                    |           |                    |                  |
| |                    |           |                    |                  |
| Classement général |                    |           |                    |                  |
| Coureur | Coureur            | Pays      | Équipe             | Temps            |
| 1er | Bjarne Riis        | Danemark  | Deutsche Telekom   | 81 h 15 min 34 s |
| 2e | Jan Ullrich        | Allemagne | Deutsche Telekom   | + 3 min 59 s     |
| 3e | Richard Virenque   | France    | Festina-Lotus      | + 4 min 25 s     |
| 4e | Laurent Dufaux     | Suisse    | Festina-Lotus      | + 5 min 52 s     |
| 5e | Peter Luttenberger | Autriche  | Carrera Jeans      | + 6 min 19 s     |
| 6e | Fernando Escartín  | Espagne   | Kelme-Artiach      | + 7 min 23 s     |
| 7e | Piotr Ugrumov      | Lettonie  | Roslotto-ZG Mobili | + 7 min 48 s     |
| 8e | Luc Leblanc        | France    | Polti              | + 8 min 01 s     |
| 9e | Abraham Olano      | Espagne   | Mapei-GB           | + 11 min 12 s    |
| 10e | Tony Rominger      | Suisse    | Mapei-GB           | + 11 min 24 s    |

## Classements annexes
| Classement par points | Classement par points    | Classement par points | Classement par points        | Classement par points |
| Coureur               | Coureur                  | Pays                  | Équipe                       | Points                |
| --------------------- | ------------------------ | --------------------- | ---------------------------- | --------------------- |
| 1er                   | Erik Zabel               | Allemagne             | Deutsche Telekom             | 265 pts               |
| 2e                    | Frédéric Moncassin       | France                | Gan                          | 208 pts               |
| 3e                    | Fabio Baldato            | Italie                | MG Boys Maglificio-Technogym | 188 pts               |
| 4e                    | Djamolidine Abdoujaparov | Ouzbekistan           | Refin-Mobilvetta             | 149 pts               |
| 5e                    | Jeroen Blijlevens        | Pays-Bas              | TVM-Farm Frites              | 121 pts               |

| Classement par points | Classement par points    | Classement par points | Classement par points        | Classement par points |
| Coureur               | Coureur                  | Pays                  | Équipe                       | Points                |
| --------------------- | ------------------------ | --------------------- | ---------------------------- | --------------------- |
| 1er                   | Erik Zabel               | Allemagne             | Deutsche Telekom             | 265 pts               |
| 2e                    | Frédéric Moncassin       | France                | Gan                          | 208 pts               |
| 3e                    | Fabio Baldato            | Italie                | MG Boys Maglificio-Technogym | 188 pts               |
| 4e                    | Djamolidine Abdoujaparov | Ouzbekistan           | Refin-Mobilvetta             | 149 pts               |
| 5e                    | Jeroen Blijlevens        | Pays-Bas              | TVM-Farm Frites              | 121 pts               |

| Classement de la montagne | Classement de la montagne | Classement de la montagne | Classement de la montagne | Classement de la montagne |
| Coureur                   | Coureur                   | Pays                      | Équipe                    | Points                    |
| ------------------------- | ------------------------- | ------------------------- | ------------------------- | ------------------------- |
| 1er                       | Richard Virenque          | France                    | Festina-Lotus             | 383 pts                   |
| 2e                        | Bjarne Riis               | Danemark                  | Deutsche Telekom          | 274 pts                   |
| 3e                        | Laurent Dufaux            | Suisse                    | Festina-Lotus             | 176 pts                   |
| 4e                        | Laurent Brochard          | France                    | Festina-Lotus             | 163 pts                   |
| 5e                        | Luc Leblanc               | France                    | Polti                     | 158 pts                   |

| Classement de la montagne | Classement de la montagne | Classement de la montagne | Classement de la montagne | Classement de la montagne |
| Coureur                   | Coureur                   | Pays                      | Équipe                    | Points                    |
| ------------------------- | ------------------------- | ------------------------- | ------------------------- | ------------------------- |
| 1er                       | Richard Virenque          | France                    | Festina-Lotus             | 383 pts                   |
| 2e                        | Bjarne Riis               | Danemark                  | Deutsche Telekom          | 274 pts                   |
| 3e                        | Laurent Dufaux            | Suisse                    | Festina-Lotus             | 176 pts                   |
| 4e                        | Laurent Brochard          | France                    | Festina-Lotus             | 163 pts                   |
| 5e                        | Luc Leblanc               | France                    | Polti                     | 158 pts                   |

| Classement du meilleur jeune | Classement du meilleur jeune | Classement du meilleur jeune | Classement du meilleur jeune | Classement du meilleur jeune |
| Coureur                      | Coureur                      | Pays                         | Équipe                       | Temps                        |
| ---------------------------- | ---------------------------- | ---------------------------- | ---------------------------- | ---------------------------- |
| 1er                          | Jan Ullrich                  | Allemagne                    | Deutsche Telekom             | + 81 h 19 min 33 s           |
| 2e                           | Peter Luttenberger           | Autriche                     | Carrera Jeans                | + 2 min 20 s                 |
| 3e                           | Leonardo Piepoli             | Italie                       | Refin-Mobilvetta             | + 15 min 32 s                |
| 4e                           | Manuel Fernández Ginés       | Espagne                      | Mapei-GB                     | + 17 min 38 s                |
| 5e                           | José Luis Arrieta            | Espagne                      | Banesto                      | + 59 min 54 s                |

| Classement du meilleur jeune | Classement du meilleur jeune | Classement du meilleur jeune | Classement du meilleur jeune | Classement du meilleur jeune |
| Coureur                      | Coureur                      | Pays                         | Équipe                       | Temps                        |
| ---------------------------- | ---------------------------- | ---------------------------- | ---------------------------- | ---------------------------- |
| 1er                          | Jan Ullrich                  | Allemagne                    | Deutsche Telekom             | + 81 h 19 min 33 s           |
| 2e                           | Peter Luttenberger           | Autriche                     | Carrera Jeans                | + 2 min 20 s                 |
| 3e                           | Leonardo Piepoli             | Italie                       | Refin-Mobilvetta             | + 15 min 32 s                |
| 4e                           | Manuel Fernández Ginés       | Espagne                      | Mapei-GB                     | + 17 min 38 s                |
| 5e                           | José Luis Arrieta            | Espagne                      | Banesto                      | + 59 min 54 s                |

| Classement par équipes | Classement par équipes | Classement par équipes | Classement par équipes |
| Équipe                 | Équipe                 | Pays                   | Temps                  |
| ---------------------- | ---------------------- | ---------------------- | ---------------------- |
| 1re                    | Festina-Lotus          | France                 | 244 h 12 min 16 s      |
| 2e                     | Deutsche Telekom       | Allemagne              | + 33 s                 |
| 3e                     | Mapei-GB               | Italie                 | + 16 min 20 s          |
| 4e                     | Roslotto-ZG Mobili     | Italie                 | + 57 min 52 s          |
| 5e                     | ONCE                   | Espagne                | + 1 h 14 min 07 s      |

| Classement par équipes | Classement par équipes | Classement par équipes | Classement par équipes |
| Équipe                 | Équipe                 | Pays                   | Temps                  |
| ---------------------- | ---------------------- | ---------------------- | ---------------------- |
| 1re                    | Festina-Lotus          | France                 | 244 h 12 min 16 s      |
| 2e                     | Deutsche Telekom       | Allemagne              | + 33 s                 |
| 3e                     | Mapei-GB               | Italie                 | + 16 min 20 s          |
| 4e                     | Roslotto-ZG Mobili     | Italie                 | + 57 min 52 s          |
| 5e                     | ONCE                   | Espagne                | + 1 h 14 min 07 s      |